# Tokyo Vice
Production
Diffusion
Tokyo Vice est une série télévisée américano-japonaise créée par J. T. Rogers (en), diffusée du 7 avril 2022 au 4 avril 2024 sur HBO Max. Elle est basée sur l'autobiographie de 2009 du journaliste d'investigation Jake Adelstein : Tokyo Vice: An American Reporter on the Police Beat in Japan (en). Producteur délégué, Michael Mann réalise le premier épisode,.
Au Canada, la série est disponible sur Crave dans les deux langues. En France, la série est diffusée sur Canal+ depuis le 15 septembre 2022,.

## Synopsis
Dans les années 1990, Jake Adelstein, journaliste américain du Missouri, s'installe à Tokyo et réussit à se faire embaucher dans un grand quotidien, le Meicho Shimbun. Chargé des faits divers, il rencontre Hiroto Katagiri, un inspecteur du Département de la Police métropolitaine de Tokyo qui lutte contre le crime organisé. Celui-ci va faire office de mentor et de figure paternelle pour Adelstein qui s'intéresse particulièrement au monde des yakuzas. Adelstein croise également Samantha, expatriée américaine qui gagne sa vie en tant qu'hôtesse dans un club du district de Kabukichō, ainsi que Sato, un yakuza dont le clan contrôle le club.

## Distribution

### Acteurs principaux
- Ansel Elgort (VF : Gauthier Battoue) : Jake Adelstein
- Ken Watanabe (VF : François Dunoyer) : Hiroto Katagiri
- Rachel Keller (VF : Nastassja Girard) : Samantha Porter
- Shō Kasamatsu (ja) (VF : Adrien Larmande) : Sato
- Ella Rumpf (VF : Sylvie Jacob) : Polina
- Rinko Kikuchi (VF : Julie Turin) : Eimi Maruyama
- Tomohisa Yamashita (VF : Julien Portugais) : Akira

### Acteurs récurrents
- Hideaki Itō (VF : Cédric Dumond) : Jin Miyamoto
- Kosuke Toyohara : Baku
- Takaki Uda (VF : Stanislas Forlani) : « Trendy »
- Kosuke Tanaka (VF : Martin Faliu) : « Tin Tin »
- Masato Hagiwara : Duke
- Shun Sugata (en) : Ishida
- Masayoshi Haneda : Yoshihiro Kume
- Noémie Nakai (VF : Emmanuelle Bodin) : Luna
- Jundai Yamada (en) : Matsuo
- Ayumi Itō : Misaki
- Ayumi Tanida (VF : Anatole de Bodinat) : Shinzo Tozawa
- Sarah Sawyer (VF : Zina Khakhoulia) : Jessica Adelstein
- Jessica Hecht : Mme Adelstein

 Source et légende : version française (VF) sur RS Doublage et d’après le carton de doublage français.

## Production

### Genèse et développement
Le scénario est inspiré de l'autobiographie Tokyo Vice: An American Reporter on the Police Beat in Japan (2009) de Jake Adelstein, premier journaliste étranger embauché par le quotidien japonais Yomiuri shinbun. Le projet est initialement développé en film en 2013. Daniel Radcliffe est alors choisi pour incarner Jake Adelstein. Anthony Mandler est engagé comme réalisateur et le tournage doit débuter en 2014. En juin 2019, le projet est transposé en série télévisée. WarnerMedia commande dix épisodes pour sa plateforme HBO Max. Ansel Elgort rejoint le projet comme producteur délégué, avec J. T. Rogers (en) comme scénariste et Destin Daniel Cretton à la réalisation. En octobre 2019, Michael Mann est annoncé à la mise en scène du pilote et comme producteur délégué de la série.
Le 7 juin 2022, HBO Max renouvelle la série pour une deuxième saison.
Le 8 juin 2024, les producteurs J.T. Rodgers, créateur de la série et Alan Poul, le réalisateur, lors de la conférence Produced By à Los Angeles, ont annoncé que la saison 3 était annulée et que la décision « avait été prise dans le but de soutenir la narration ».

### Distribution des rôles
Ansel Elgort est annoncé dans le rôle principal en juin 2019. Il participe également à la production de la série. En septembre 2019, l'acteur japonais Ken Watanabe rejoint la série. En février 2020, l'Australienne Odessa Young et la Franco-Suisse Ella Rumpf sont annoncées, suivies par la Japonaise Rinko Kikuchi le mois suivant.
En octobre 2020, il est annoncé que Rachel Keller remplace finalement Odessa Young. En septembre 2021, Hideaki Itō, Show Kasamatsu et Tomohisa Yamashita sont confirmés dans des rôles principaux, alors que Shun Sugata (en), Masato Hagiwara, Ayumi Tanida ou encore Kosuke Toyohara sont annoncés comme récurrents.

### Tournage
Le tournage débute le 5 mars 2020 à Tokyo. Mais la production est arrêtée dès le 17 mars 2020 en raison de la pandémie de Covid-19,. Les prises de vues reprennent le 26 novembre 2020 et s'achèvent le 8 juin 2021,.

## Diffusion
Aux États-Unis, la série est diffusée depuis le 7 avril 2022 sur HBO Max, avec les trois premiers épisodes. Les épisodes seront ensuite diffusés chaque semaine par deux jusqu'au 28 avril. 
La seconde saison est diffusée du 8 février 2024 (les deux premiers épisodes) jusqu'au 4 avril 2024, toujours à raison d'un épisode chaque jeudi. Au Canada, les épisodes sont disponibles sur Crave aux mêmes dates.

## Épisodes

### Première saison (2022)
1. L'Épreuve (The Test)
2. Kishi Kaisei (Kishi Kaisei)
3. Entre les lignes (Read the Air)
4. Choisissez le bon (I Want it That Way)
5. Tout le monde paye (Everybody Pays)
6. Trafic d'infos (The Information Business)
7. Certains disparaissent (Sometimes They Disappear)
8. Yoshino

### Deuxième saison (2024)
1. Ne rate jamais ta cible (Don't Ever F**king Miss)
2. La meilleure hôtesse (Be My Number One)
3. Les temps changent (Old Law, New Twist)
4. Un homme neuf (Like a New Man)
5. Maladie professionnelle (Illness of the Trade)
6. Je te choisis (I Choose You)
7. Sur le front (The War at Home)
8. Nouvelle direction (The Noble Path)
9. Conséquences (Consequences)
10. Fin de partie (Endgame)